# Lefourba
Lefourba est un village situé dans le département de Sabcé de la province du Bam dans la région du Centre-Nord au Burkina Faso.